# Scaphander willetti
Scaphander willetti är en snäckart som beskrevs av Dall 1919. Scaphander willetti ingår i släktet Scaphander och familjen Cylichnidae. Inga underarter finns listade i Catalogue of Life.